# Байкер-убийца
«Байкер-убийца» (англ. Murdercycle) — фантастический боевик 1999 года режиссёра Тома Каллоуэя с Чарльзом Уэсли в главной роли.

## Сюжет
Рядом с секретной военной базой США упал метеорит. Это заметил проезжавший мимо байкер, и он, не мешкая, покатил к месту падения. Подъехав, он увидел крохотный камень чёрного цвета. Тут оболочка камня отвалилась, он раскрылся и запустил в мотоциклиста и его транспортное средство проводки, которые мгновенно стали их преобразовывать в единое целое. В итоге получился облачённый в чёрные доспехи мотоциклочеловек с торчащими проводками. Этот мутант стал страшной машиной убийств.
Военные пытаются остановить его. На базу направляют группу, состоящую из бравого сержанта и двух рядовых, цэрэушника и двух учёных — растяпу-доктора и красивую сексапильную девушку, обладающую вдобавок даром предвидения.

## В ролях
- Чарлз Уэсли — Кирби
- Кассандра Эллис — доктор Ли
- Робер Донован — генерал Хуберт
- Майкл Вачетти — Вуд
- Робер Стаккардо — доктор Адамс

## Критика
Обозреватель Arkansas Democrat-Gazette Филип Мартин посчитал, что фильм не заслуживает оценки выше 1 по 5-балльной шкале. Исследователь жанра ужасов и фильмов категории B Кристофер Зиси отметил фильм как «забавный и прекрасный», особое внимание уделив участию Кассандры Эллис. Мотоэксперт Денис Панфёров заметил ряд технических нелепостей в кадре и добавил: «Фильм по-детски наивен и полон кинематографических штампов… но разок с детьми посмотреть можно».
По мнению Энциклопедии фантастического кино и телевидения, «…нелепая идея становится куда более смехотворной из-за типично скудного бюджета продюсеров Питера Лока и Дональда Кушнера. К счастью для них и их бухгалтерии, инопланетянин, кажется, доволен тем, что просто бесцельно колесит по безымянным, непривлекательным зарослям».
TV Guide в своей рецензии резюмирует, что «…режиссёр-постановщик Том Каллоуэй, снявший десятки малобюджетных картин, чрезмерно использует замедленную съёмку и большую часть действия ставит при неатмосферном дневном свете. Сценарий представляет собой мешанину из переработанных научно-фантастических вымыслов, которые на самом деле ничего не значат, а персонажи (почти все из которых названы в честь авторов и художников комиксов) обременены диалогами, которые отпугнули бы и намного более опытных исполнителей».